# Agathias

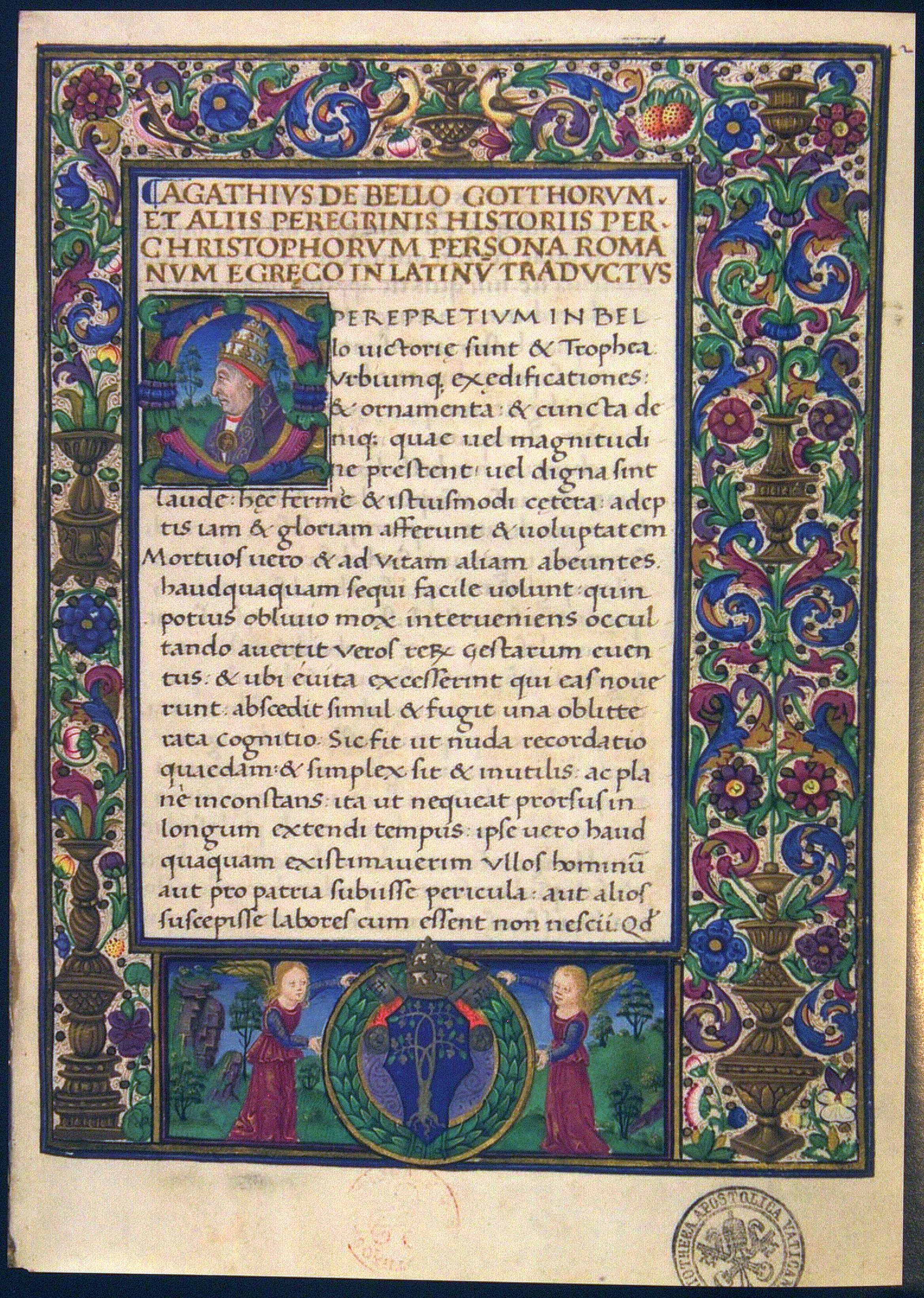
Der Anfang von Agathias’ Historien in der lateinischen Übersetzung von Cristoforo Persona im Widmungsexemplar für Papst Sixtus IV., der Handschrift Biblioteca Apostolica Vaticana, Vat. lat. 2004, fol. 2r (15. Jahrhundert)

Agathias (Beiname Scholastikos; * um 531/532 in Myrina in Kleinasien; † um 582 in Konstantinopel) war ein oströmischer Historiker und Dichter.

## Leben
Agathias war ein Sohn des Rhetors Memnonios aus der Polis Myrina in der Aiolis. Die meisten Informationen über sein Leben lassen sich seinen eigenen Werken entnehmen. Seine Mutter Perikleia starb, wie er selbst berichtet, als er erst drei Jahre alt war, in Konstantinopel. Wahrscheinlich war seine Familie zuvor dorthin umgesiedelt und wohnte vielleicht im Vorort Sosthenion. 551 studierte Agathias gerade in Alexandria in Ägypten Rhetorik, als ein starkes Erdbeben Berytus (Beirut) zerstörte. Bald darauf nach Konstantinopel zurückgekehrt, widmete er sich dort dem Studium der Rechtswissenschaften. Mit drei Studienkollegen setzte er im vierten Jahr seines Jurastudiums Widmungsverse unter ein Votivbild des Erzengels Michael. Nach dem Abschluss seiner juristischen Ausbildung praktizierte er als Rechtsanwalt (Scholastikos) in Konstantinopel. Diesem Beruf ging er weniger aus Interesse als zum Erwerb seines Lebensunterhalts nach. In der Hauptstadt des oströmischen Reichs wurde er Zeuge einer weiteren Naturkatastrophe, des Erdbebens von 557. Er war später wohl als pater civitatis in Smyrna für den Bau öffentlicher Toiletten zuständig. Aus Hinweisen aus seinem unvollendet gebliebenen Geschichtswerk wird gefolgert, dass er um 581 starb: Er erwähnt dort den Tod des Perserkönigs Chosrau I. im Jahr 579, wusste aber offenbar noch nicht, dass der römische Feldherr Maurikios 582 Kaiser werden sollte.
Seine Heimatstadt Myrina hatte ihm zu Ehren eine Statue errichtet, auf deren Inschrift zwar seine Redekunst und Poesie hervorgehoben werden, nicht jedoch seine Historien.

## Werke

### Dichtungen
Agathias, der offenbar Christ war, ist als Autor eines Daphniaka betitelten Werks bekannt, das in Hexametern verfasste, kurze erotische Mythen enthielt. Es war in neun Bücher eingeteilt und wurde noch zu Lebzeiten des Kaisers Justinian (527 bis 565) publiziert, ist aber bis auf wenige Verse verloren gegangen. Als weiteres dichterisches Werk veröffentlichte Agathias um 567 den sieben Bücher umfassenden sogenannten Kyklos der neuen Epigramme, der eine Reihe eigener Epigramme sowie solche von mehreren seiner Freunde enthielt. Durch die spätere Aufnahme in die Anthologia Graeca sind hiervon über 100 Epigramme des Agathias erhalten geblieben. Diese werden gemeinhin zu den besten Werken der spätantiken Lyrik gezählt.

### Historien

#### Inhalt, Abfassungszeit, Stil
Auf den Rat seiner Freunde verfasste Agathias auch ein erhaltenes (allerdings unvollendetes) Geschichtswerk, das unter dem Titel Historien bekannt ist. Es behandelt die Regierungszeit des Kaisers Justinian für die Jahre 552 bis 559 in fünf Büchern. Es schließt bewusst an das (weitaus bedeutendere) Werk des Prokopios von Caesarea an und ist zu den letzten Werken der spätantiken Geschichtsschreibung zu zählen. Bei der Erstellung seiner Historien schenkte Agathias jedoch der Chronologie wenig Beachtung und vermerkte in seinem Werk nur selten Jahresangaben.
Das erste Buch sowie der Anfang des zweiten berichten über den Einfall der Franken und Alamannen in Italien nach dem im Oktober 552 erfolgten Tod des Ostgotenkönigs Teja, sowie über die Auseinandersetzungen des oströmischen Generals Narses mit den Franken und Goten bis zum Ableben des merowingischen Herrschers Theudebald (November/Dezember 555). Im weiteren Verlauf des zweiten Buchs folgt die Darstellung des Erdbebens von 551, das Berytos zerstörte, sowie die Hinwendung zum östlichen Kriegsschauplatz von Lazika. Nach einer ausführlichen Übersicht über die persische Religion am Ende des zweiten Buches werden im dritten und vierten hauptsächlich die Kämpfe der Oströmer und Lazen gegen die Sassaniden, die Ermordung des Lazenkönigs Gubazes II. durch zwei oströmische Befehlshaber sowie der darauffolgende Prozess gegen die Attentäter und schließlich die oströmisch-persischen Friedensgespräche des Jahres 557 behandelt. Das fünfte Buch schildert vornehmlich das 557 in Konstantinopel aufgetretene Erdbeben, die dadurch bewirkte Zerstörung und daraufhin vorgenommene Wiedererrichtung der Hagia Sophia sowie den Ausbruch der Pest in der oströmischen Hauptstadt im Jahr 558. Es endet abrupt mit dem Bericht über die im Folgejahr errungenen Abwehrerfolge Belisars gegen eine Attacke der Kutriguren, die Konstantinopel bedrohten.
Im Vorwort zu seinem Geschichtswerk gibt Agathias an, dass er es erst nach dem Tod Kaiser Justinians (565) abzufassen begann. Er beklagt, dass ihn die Berufsgeschäfte derart viel Zeit kosteten, dass die Niederschrift der Historien nur langsam voranschritt. Da Agathias noch den Tod des Perserkönigs Chosrau I. (579) erwähnt, zugleich aber noch nichts von der Kaisererhebung des Maurikios (582) zu wissen scheint, dürfte der Autor bis um 580 an seinem Werk gearbeitet haben. Wahrscheinlich hatte Agathias geplant, die Historien mindestens bis in die 560er Jahre fortzusetzen, worauf die Anspielung auf nicht mehr dargestellte Ereignisse, z. B. auf den Tod des oströmischen Heerführers Justinos im Jahr 566, hindeutet. Der Tod des Autors dürfte die Fertigstellung des Werks verhindert haben. Fortgesetzt wurde Agathias dann von Menander Protektor, dessen Werk aber nur fragmentarisch erhalten ist, sowie vielleicht auch von Theophanes von Byzanz.
Agathias schrieb, wie auch Prokopios, noch ein recht gutes attisches Altgriechisch (auch wenn bei ihm einiges bereits auf das Mittelgriechische vorausweist) und stand damit ganz in der Tradition der älteren griechischen Literatur. Die sehr starke Betonung seiner klassischen Bildung (Paideia) führt aber teils zu einer sehr gespreizten und umständlichen Ausdrucksweise.

#### Exkurse, Quellen
Wie oben ausgeführt widmete Agathias dem Sassanidenreich relativ viel Aufmerksamkeit und ging in zwei Exkursen auf Persien ein. Der bedeutende Sassanidenkönig Chosrau I. wird in diesem Zusammenhang von Agathias charakterisiert; Agathias ging zudem auf die bekannte Episode des Weggangs von sieben heidnischen Philosophen nach Persien ein, nachdem Justinian 529 die „Platonische Akademie“ in Athen hatte schließen lassen (siehe Damaskios und Simplikios). Von Bedeutung ist, dass Agathias nach eigenen Angaben auch zu persischen Quellen jener Zeit Zugang hatte, wie den sassanidischen Reichsannalen, die ihm ein Bekannter, der Übersetzer Sergios, zusammengefasst und übersetzt haben soll. Ob er tatsächlich Zugriff auf eine griechische Übersetzung der Reichsannalen hatte, ist allerdings angesichts zahlreicher Fehler und Irrtümer zumindest zweifelhaft.
Agathias ging auch auf die Ereignisse im Westen ein, wo in dieser Zeit langsam die frühmittelalterliche Welt Konturen annahm. Er konnte sich sicherlich auf schriftliche Quellen stützen, zumal er selbst nur wenig aus eigener Erfahrung beisteuern konnte und nie in den Westen gereist war. In einem langen Exkurs über die Franken schildert er ihre Sitten und Geschichte seit Chlodwigs Tod 511 und entwirft dabei von ihnen ein idealisiertes Bild. Wegen ihrer Konversion zum römischen Christentum hielt Agathias sie für potentielle Alliierte des oströmischen Reichs gegen die arianischen Langobarden. Dieses positive Porträt kontrastiert mit den abschätzigen Bemerkungen des Prokopios über die Franken. Allerdings wurde dieses Volk in Konstantinopel in den 570er Jahren, zum Zeitpunkt der Niederschrift von Agathias’ Werk, im Allgemeinen positiver gesehen als zu jener Zeit, als Prokopios seine Geschichtsdarstellung verfasste; denn mittlerweile galten die Franken als mögliche Helfer bei der Neuetablierung der byzantinischen Herrschaft in Italien.
Trotz großer Loyalität gegenüber Kaiser Justinian übte Agathias bisweilen Kritik an manchen Aspekten von dessen Regierung, etwa am schlechten Zustand der Befestigungswerke Konstantinopels und an der Vergeudung von Geldern zur Besänftigung barbarischer Völker sowie zugunsten von Dirnen und Funktionären der Demen. Obwohl er seinem Vorbild Prokopios als Historiker allein schon aufgrund seiner mangelnden Autopsie unterlegen ist, so ist Agathias doch ein weitgehend zuverlässiger und wichtiger Berichterstatter für die von ihm dargestellte Phase der ausgehenden Spätantike; auch sein vorhin erwähnter Bericht über das Merowingerreich und andere ethnographische Exkurse sind bedeutsam.

## Überlieferung und Editionen
Eintrag in Clavis Historicorum Antiquitatis Posterioris (CHAP).
1. ῾Ιστορίαι auch Περἱ τῆς ᾿Ιουστινάνου βασιλείας (Historiae; Historien) nach 579 n. Chr.; Kriege Justinians.
2. Κύκλος τῶν νέῶν ἐπιγραμμάτῶν (Corona; Sammlung der neuen Epigramme) um 567.
3. Δαφνιακά (Sammlung mythologischer erotischer Gedichte)

Es existiert eine Handschrift Vaticanus gr. 151 aus dem 10/11. Jahrhundert. Von den erotischen Gedichten ist nur der Prolog in der Anthologia Palatina 6,80 überliefert. Den griechischen Text der Historien mit einer lateinischen Übersetzung veröffentlichte Bonaventura Vulcanius 1594 in Leiden. Die erste kritische Ausgabe aller überlieferten Werke von Agathias gab Barthold Georg Niebuhr im dritten Band des Corpus Scriptorum Historiae Byzantinae 1828 in Bonn heraus.
- Alexandros Alexakis (Hrsg.): Αγαθίου Ἱστορίαι (Κείμενα Βυζαντινής Ιστοριογραφίας, 18). Editions KANAKH, Athen 2008, ISBN 960-6736-02-4.

- Agathias: Historiarium [The Histories]. Übersetzt von Joseph D. Frendo, Berlin 1975 (englische Übersetzung, Corpus Fontium Historiae Byzantinae Series Berolinensis Bd. 2a).
- Otto Veh: Historiae. Griechisch-Deutsch. In: Prokop, Werke. Bd. 2, München 1966 (nur Auszüge).